# 芒廷莫恩 (北卡羅萊納州)
芒廷莫恩（英語：Mountain Mourne）是位於美國北卡羅萊納州艾爾代爾縣的非建制地區。

## 歷史
芒廷莫恩的郵局自1805年營運至今。

## 地理
芒廷莫恩所處的海拔為高於海平面259米（即850英呎），而該地所採用的時區為UTC-5，即北美东部时区（EST）。同時該地設有夏令時間，為UTC-5調快一小時，即UTC-4（EDT）。